# Rhadinaea gaigeae
Rhadinaea gaigeae là một loài rắn trong họ Rắn nước. Loài này được Bailey mô tả khoa học đầu tiên năm 1937.